# 霍秉权
霍秉权（1903年2月27日—1988年），字重衡，男，湖北黄冈人，中华人民共和国物理学家、教育家、政治人物，曾任清华大学物理系主任，河南省人大常委会副主任，河南省政协副主席，中国民主同盟中央委员会委员，第二、三、五届全国人大代表。